# Grigorij Danilevskij
Grigorij Petrovitj Danilevskij (ryska: Григорий Петрович Данилевский), född 26 april (gamla stilen: 14 april) 1829 på godset Danilovka, guvernementet Charkov, död 18 december (gamla stilen: 6 december) 1890 i Sankt Petersburg, var en ukrainsk-rysk romanförfattare.
Danilevskij studerade 1850-57 i klosterarkiv på uppdrag av undervisningsministeriet, utforskade nejderna vid Don och Azovska sjön och verkade därefter i sin hembygd för folkundervisningen och filantropiska anstalter. År 1869 ingick han i redaktionen av den officiella tidningen "Pravitelstvennyj vjestnik" (Regeringsbudbäraren) och var detta blads huvudredaktör från 1881. 
I sina romaner behandlar Danilevskij huvudsakligen ämnen från 1700-talet och strävar efter en trogen tidsfärg, varvid han lägger för stor vikt vid de arkivaliska detaljerna och därigenom ofta blir pedantisk. Hans litterära anseende grundades 1854 genom en samling ukrainska skisser under titel Slobozjane (Förstadsbor). Hans första historiska roman, utgiven under pseudonymen "A. Skavronskij", hette Flyktingarna i Nya Ryssland (1862). Bland de följande romanerna märks Den nionde vågen (1874; i utländska översättningar kallad "Nunneklostren i Ryssland" eller "Kristi brud"), Potemkin vid Donau (1878), Mirovitj (1879; skildrande palatsintrigerna och revolutionen efter kejsarinnan Elisabets död), Furstinnan Tarakanova (1883), Det brända Moskva (1886; efterbildning av Lev Tolstojs "Krig och fred") och Svarta året (1888; Jemeljan Pugatjovs uppror). Danilevskij översatte William Shakespeares "Richard III" och "Cymbeline".

## Eftermäle
Asteroiden 3964 Danilevskij är uppkallad efter Grigorij Danilevskij.

## Översättningar till svenska
- I elfte timmen. Roman från det nutida Ryssland ("Девятый вал") - 1886.
- Gruschka. En lifsbild från Ukraine i forna dagar ("Бабушкин рай") - 1887.
- Prinsessan Tarakanov. Historisk berättelse ("Княжна Тараканова") - 1891.
- Hin onde i lekstugan eller Javtuchs äfventyr. Sydrysk fantasi ("Бес на вечерницах") - 1905.